# 中樞遙祭黃帝陵典禮
中樞遙祭黃帝陵典禮是中華民國政府為紀念黃帝之功績，並表達對民族遠祖之崇敬，於民國二十四年（1935年）將清明節訂為「民族掃墓節」。

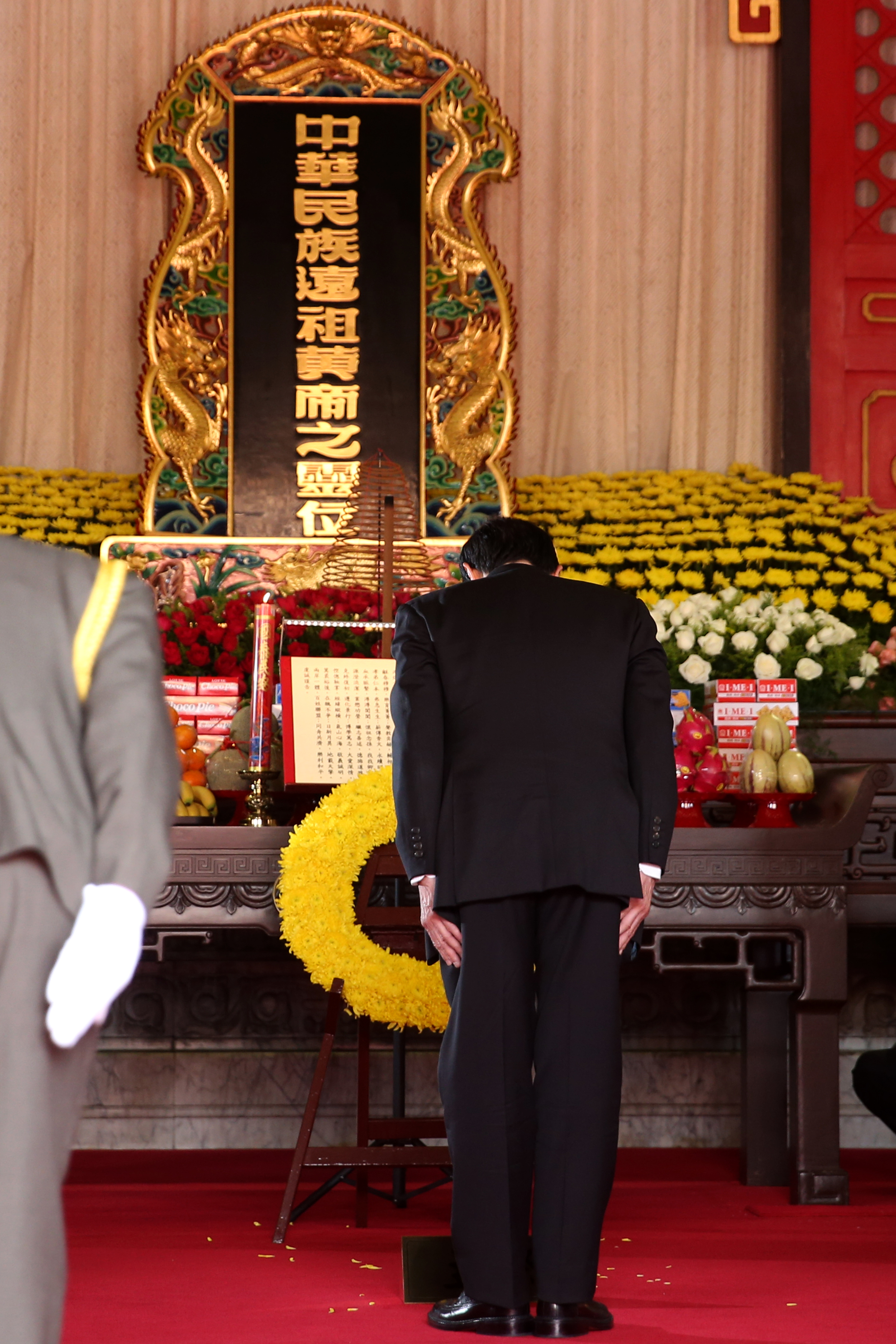
時任中華民國總統馬英九向中華民族遠祖黃帝之靈位鞠躬。（民國105年，2016年）

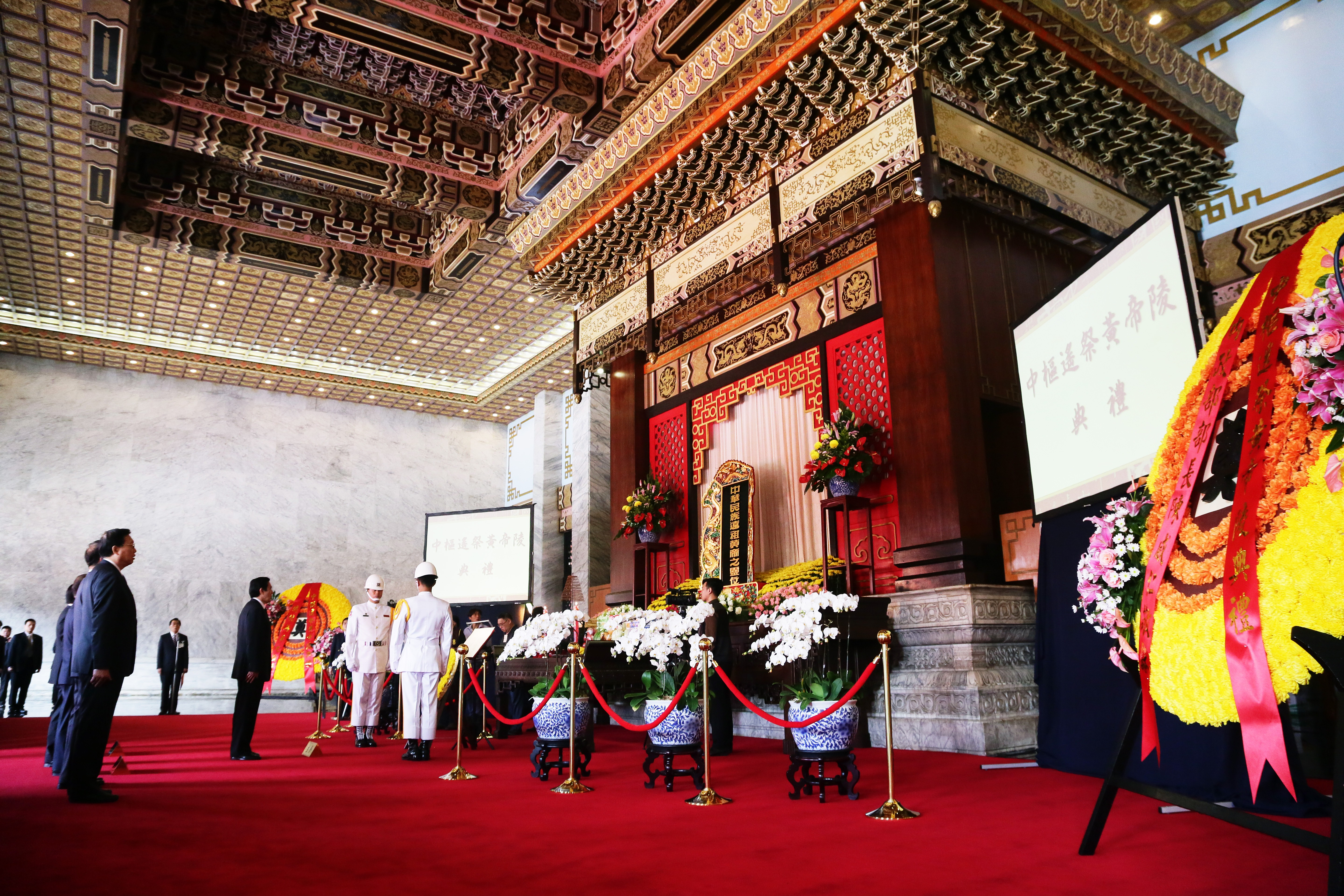
時任總統馬英九出席中樞遙祭黃帝陵典禮。（民國104年，2015年）

## 歷史
民國二十四年（1935年）4月7日國民政府派代表至陝西省中部縣橋山之麓黃帝陵致祭，舉行首次民族掃墓典禮，其後每年均比照辦理。 
民國三十七年（1948年）由於第二次國共內戰白熱化，黃陵所在地已在中國共產黨勢力掌握下，失去祭祀聖地的中央政府不得不在西安的陝西省政府大樓遙祭黃陵。
民國三十八年（1949年）底中華民國政府遷臺後，改於臺灣臺北市國民革命忠烈祠舉行遙祭黃帝陵典禮，嗣為便利與祭人員於民族掃墓節安排祭祖掃墓活動。該項典禮之舉辦，具有記取並發揚中華民族慎終追遠、飲水思源的傳統美德之深遠意義。
自民國四十年（1951年）起，於每年清明節舉行中樞與臺灣省各界遙祭黃帝陵典禮，初由臺灣省政府辦理，並由總統遣派中華民國內政部部長代表主祭，假臺北國民革命忠烈祠舉行。至民國六十九年（1980年）改由中華民國內政部主辦中樞遙祭黃帝陵典禮。惟民國九十八年（2009年）與民國一零一年（2012年）清明節由時任總統馬英九親臨主祭，行政院、立法院、司法院、考試院、監察院代表陪祭，中央政府各部會派員與祭。
2017年，內政部以展現台灣主體性及多元文化為由，取消遙祭黃帝陵儀式，將其簡化儀程併入時間相近的春祭典禮。

## 歷年祭文
- 維 中華民國八十九年四月五日，總統 李登輝 謹派內政部部長黃昆輝，敬奉香花素果雅樂之儀，遙寄於 黃帝之靈曰：

巍巍元祖，赫赫帝德；文武聖神，繼天立極。肇建文明，道光華國；開物成務，有為有則。乃通舟車，始造書契；惠在生民，萬世是澤。隆治垂衣，綏猷帝力；萬國咸平，丕基以立。奕世靈休，垂法至今；綿綿冑裔，遠紹前烈。比及邇世，屯難未滅；中樞播遷，三臺人傑。作蒸民主，光昭日月；百策宏施，眾志盤石。矢勤矢勇，惕勵朝夕；猗歟盛哉，元祖所錫。萬里東向，沮水九曲；靈爽常存，天佑黃族。節屆清明，未克展謁；馨香上薦，式臨輦蹕。尚饗
- 維 中華民國九十年四月五日，總統 陳水扁 謹派內政部部長張博雅，敬奉香花清酌，遙寄於 黃帝之靈曰：

赫赫皇祖，天縱至聖；承昊立極，懿鑠景行。整頓乾坤，肇業布政；憂勤曠古，賢弼佐命。奕奕典謨，華鼎維新；萬國賓服，德配鴻鈞。安民樂利，仁澤淵深；文明肇建，有脊有倫。既造書契，並通舟車；乃調瑞曆，隆治謳歌。 洎乎近世，國步屯邅；華域板蕩，中樞播遷。東南嘉域，臺瀛人傑；惕勵圖治，繼軌前烈。民主蒸蒸，光暘千古；濟民禮樂，經建翹楚。庠序化育，精英濟濟；猗歟盛哉，中流柱砥。春歸草綠，沮水悠悠；橋陵萬里，靈爽長庥。 節屆清明，久闕展謁；俎豆馨香，神兮來格。 尚饗
- 維 中華民國九十三年四月三日，總統 陳水扁 謹派內政部部長余政憲，敬奉香花素果、清酌雅樂之儀，致祭於黃帝之靈曰：

惟我民族始祖。生而神靈，長而敦敏；修德礪行，綏撫黎民。征於涿鹿，戰禍平服；披山通塗，萬國寧處。帝乃順天地之紀，立人倫之極；徵幽明之占，解安危之難。建屋宇，造舟車；崇禮義，制書契。賢輔佐命，庶務維新；肇 業奠基，文明以立。赫赫帝德，式效式則；仁澤宏恩，永世長存。綿綿冑裔，遠紹遺緒；朝夕惕勵，臺澎疆域。踐履民主，光暘千古；百策弘施，眾志盤石。庠序化育，英才濟濟；政經科技，譽滿寰宇。盛哉猗歟，元祖所錫。日 月爭競，節屆清明。春風駘宕，沮水浩蕩；綠茵鮮妍，橋陵巍然。慎終追遠，萬里懷緬；飲水思源，俎豆晉獻。至誠隆願，神兮臨鑒。 尚饗
- 維 中華民國九十四年四月五日，總統 陳水扁 謹派內政部部長蘇嘉全，敬奉香花素果、清酌雅樂之儀，遙祭於我 共生遠祖 黃帝在天之靈，而祝以文曰：

元祖黃帝，上承伏羲、神農，垂憲立法，仰以通神明之德，俯以類萬物之情。下開王業千秋之盛，樹仁政樂教之宏。道侔天地，德貫古今，洵生民之所未有。蓋聖王在上，平章百姓，率作興事，用美其德，以成其義，乃歌元首明哉！股肱良哉！庶事康哉！何其盛也。審近世之潮流，繼往聖之道統，內則博濟施仁，外則講信修睦，益以弘敷教育，昌明文化。進臺灣於富強康樂之域，躋斯民於安樂之天也。卓卓矩範，儀型作孚；仰瞻緬懷，遙祭追思。敬頌以詩曰：「明齊日月煥紫微，量合乾坤布清輝。太乙龍翔欣鼎革，極酉鳳翥耀豐隨。遙祭黃陵興唐志，廣宣帝德盛漢威。臺灣寶島綿正統，民生樂利泰安歸。」謹掬肫誠。伏維 靈鑒。 尚 饗。
- 維 中華民國九十五年四月五日，總統 陳水扁 謹派內政部部長李逸洋，代表中樞，敬奉香花素果之奠、清酌雅樂之儀，遙祭於我赫赫始祖 黃帝在天之靈，而祝以文曰：

嘗思惟木有本，惟水有源。根之深者，葉必茂；積之厚者，流自長。故夫後昆之振拔，端賴前人之積德；而前人之創建，實冀後昆之守成。《尚書》曰「克篤前烈，克承厥勳」，曾子曰「慎終追遠，民德歸厚」，豈漫然哉？曰若稽古，黃帝軒轅，上承伏羲神農玄德，憲象垂無疆之庥；下開唐堯虞舜政統，聖道彌九野之光。湯武順天應人，王業紀千秋之盛美；周孔制禮作樂，仁心宣萬代之鴻規，恆久深遠，誠百世莫能易。黃花青塚，寄先烈之忠魂；碧血丹心，昭中華之正氣。幸賴英靈福佑，盡天地之體，立人物之命，必使老有所終，幼有所長，壯者有所致力，躋生民於安樂富庶之境界。今我寶島臺灣，勵精圖治，貽典謨於天下，同風教於域中；民主憲政恢宏，經建文教維新，興復繼絕，指日可待。神靈在上，馨香一瓣，醴酒盈樽，陟降有臨，肫誠敬頌。伏維 靈鑒。 尚 饗。
- 維 中華民國一百年四月一日，歲逢辛卯，天地回春；節屆清明，萬象更新遠；總統　馬英九 謹派內政部部長江宜樺，代表中樞，敬奉香花素果之奠、清酌雅樂之儀，遙祭於我赫赫中華人文始祖軒轅黃帝在天之靈，祝頌以文，曰：

穆穆穹蒼，覆蔭炎黃；青青宇疆，孕毓美鄉。華夏泱泱，文化醇良；禮樂堂堂，孔孟弘揚。五嶽三江，行健自強；四海八方，龍蟠虎骧。源遠脈長，祖德流芳；神州曙光，臺瀛輝煌。三民偉張，百姓富康；政教隆昌，何用不臧。燮理陰陽，仁義昭彰；調融柔剛，時位正當。彝型聖王，氣度昂昂；大有領航，道志滂滂。經綸禹湯，百年興邦；胸懷濟匡，萬代耀芒。醴酒盈觴，敬獻馨香；神格靈廊，伏維尚饗。
- 維 中華民國一百有一年四月三日，歲逢壬辰，龍騰鳳翥；節屆清明，慎終追遠；總統 馬英九 謹率文武百官，敬奉香花素果、清酌雅樂，遙祭於我中華人文始祖軒轅黃帝在天之靈，祝頌以文，曰：

天地萬物，人性最靈；思源返本，尊祖敬宗。涿鹿大捷，華夏復興；四海百姓，心歸有熊。衣裳宮室，初啟文明；聖哲紹繼，禮樂恢宏。秉彝昭代，漢唐宋清；民國肇建，五權服膺。篳路藍縷，薈萃菁英；深謀遠慮，選賢與能。政經教化，日上蒸蒸；欣欣寶島，樂利昌隆。和平兩岸，雙贏共榮；同胞一體，允執厥中。維新鼎革，萬里鵬程；詒謀燕翼，道統生生。自強厚德，告慰橋陵；祈鑒衷誠，伏惟尚饗。
- 維 中華民國一百有二年四月三日，歲逢癸巳，騰蛟啟盛，瑞兆豐年；節屆清明，慎終追遠；總統 馬英九 謹率文武百官，敬奉香花素果、清酌雅樂，遙祭於我中華人文始祖　黃帝在天之靈，祝頌以文，曰：

道通天地，文啟軒轅；大中皇極，貞一體元。代承世繫，葉茂枝繁；薪傳三統，華夏根源。通變神久，帝範法言；聖要惟孝，庭椿室萱。篤義弘智，仁路禮門；永錫爾類，懷祖念孫。自強厚載，孜孜德純；積善不息，穆穆功存。雲蒸物感，化醇絪縕；萬殊歸本，懸圃崑崙。同胞手足，博愛敬尊；匡復繼絕，志興漢魂。輝煌典冊，錦繡乾坤；國美政善，溥霑澤恩。海宇蕃庶，人間樂園；民族偉業，紫府朝垣。伏維尚饗，謹祝虔頌。

## 附注說明
1. ↑  中央社電，〈遙祭黃陵大典　今在西安舉行〉，《中央日報》民國三十七年4月5日，版2。
2. ↑  陳鈺馥、洪瑞琴. . 自由時報. 2017-04-23  [2017-04-23]. （原始内容存档于2017-04-23）.
3. ↑  歷年中樞遙祭黃帝陵典禮的祭文，經詢內政部部長信箱，回覆如下“查本部並無出版祭文彙集等文獻書籍，惟69年以後本部舉辦之祭典，部分祭文會隨文歸存於本部檔案，台端如欲查閱，請依「內政部檔案申請閱覽須知」之規定（上開須知請逕至本部網站 （页面存档备份，存于）下載，向本部申請閱覽。”）

## 關聯條目
- 新郑市——黄帝故里拜祖大典
- 黃陵縣——清明公祭轩辕黄帝典礼
- 中樞致祭成陵大典